# Analog Man
Analog Man, stiliserat som aNaLoG.MaN, är ett amerikanskt företag som tillverkar och modifierar gitarreffekter.

## Företagshistoria
Grundaren Mike Piera började importera vintagegitarrer från Japan 1985, men bytte senare fokus till effektpedaler. Han började modifiera befintliga pedaler, såsom Ibanez TS-9. Eftersom det gick bra att modifiera pedaler började Piera tillverka sina egna pedaler och startade sin verksamhet, Analog Man, på heltid 2000.
Analog Man är känd för att tillverka handgjorda boutiquepedaler och har utvecklat ett gott rykte bland musiker runt om i världen. Piera betraktas ofta som en pionjär inom boutiqueeffekter.